# Clotrimazol
Clotrimazol een antimycoticum (anti-schimmelmiddel) dat behoort tot de groep van de imidazolderivaten. Het is verkrijgbaar als crème, strooipoeder of in tabletvorm. Clotrimazol wordt gebruikt voor de behandeling van huidaandoeningen veroorzaakt door een schimmel, zoals zwemmerseczeem, candidiasis of pityriasis versicolor.
Clotrimazol is zonder recept verkrijgbaar. In Nederland bij apotheek en drogist.
De stof is opgenomen in de lijst van essentiële geneesmiddelen van de WHO.